# Slaughter Beach
Slaughter Beach is een plaats (town) in de Amerikaanse staat Delaware, en valt bestuurlijk gezien onder Sussex County.

## Demografie
Bij de volkstelling in 2000 werd het aantal inwoners vastgesteld op 198.
In 2006 is het aantal inwoners door het United States Census Bureau geschat op 213, een stijging van 15 (7,6%).

## Geografie
Volgens het United States Census Bureau beslaat de plaats een oppervlakte van
3,5 km², geheel bestaande uit land.

## Plaatsen in de nabije omgeving
De onderstaande figuur toont nabijgelegen plaatsen in een straal van 24 km rond Slaughter Beach.